# Тринадцатиканоние
Тринадцатиканоние (кит. трад. 十三經, упр. 十三经, пиньинь Shísān jīng) или тринадцатикнижие — собрание авторитетнейших памятников древнекитайской мысли, канонизированных конфуцианством, и являвшихся в традиционном Китае вплоть до начала XX века основой традиционной философии, науки, системы образования и государственных экзаменов. Тексты используют 6 544 разных иероглифов.

## История
Первые конфуцианцы выработали понятие «шесть классиков», взяв за основу традиционные аристократические практики (см. Шесть искусств), а также древнейшие тексты — «Шу цзин» и «Ши цзин». Произошло это в конце второго либо первой половине первого тысячелетия до нашей эры. В 136 году до н. э. основой официальной идеологии и системы образования было признано Пятикнижие (Шестикнижие без «Юэ цзин»). Во времена династии Тан в канонический свод вошли все произведения современного Тринадцатикнижия, кроме «Мэнцзы». При династии Сун неоконфуцианцы дополнили доконфуцианское Пятикнижие собственно конфуцианским Четверокнижием, и с XII—XIII веков Тринадцатикнижие стало публиковаться в его современном виде. В 1816 году учёный и государственный деятель Жуань Юань выпустил в свет Тринадцатикнижие с наиболее полной сводкой авторитетных комментариев, толкований и собственных разъяснений (Шисань цзин чжушу).

## Состав
- «И цзин»
- «Шу цзин»
- «Ши цзин»
- «Чжоу ли»
- «И ли»
- «Ли цзи»
- «Цзо чжуань»
- «Гунъян чжуань»
- «Гулян чжуань»
- «Лунь юй»
- «Сяо цзин»
- «Эръя»
- «Мэнцзы»